# Тамара (Сатси)
Игу́мения Тама́ра (в миру Мария Сатси; 8 февраля 1876, Уустало, Гапсальский уезд, Эстляндская губерния, Российская империя — 1 мая 1942, Алатырь, Чувашская АССР, РСФСР, СССР) — игумения, прославлена в лике святых Русской православной церкви в 2007 году как преподобномученица. Память святой — 18 апреля по юлианскому календарю (1 мая по новому стилю).

## Биография
Мария Сатси родилась 8 февраля 1876 года на хуторе Уустало Эстляндской губернии, в крестьянской лютеранской семье. В семилетнем возрасте потеряла родителей, в 1888 году (в 12 лет) попала в приют для девочек-сирот при женской общине в Йыхви. В 1892 году община была преобразована в православный Свято-Успенский женский монастырь, настоятельницей которого стала игумения Варвара (Блохина). В 1895 году Мария была переведена из приюта в монастырь и стала послушницей. В 1898 году игумения Варвара (Блохина) была переведена в Казань из-за конфликта с проживавшей поблизости от монастыря княгиней Елизаветой Шаховской. За ней последовали шесть послушниц, в том числе и Мария.
Мария проживала в одном из монастырей Казани до 1902 года, когда игумения Варвара была назначена настоятельницей Троицкого монастыря в Козьмодемьянске. Мария вновь последовала за игуменией. 19 июля 1917 года Мария приняла монашеский постриг с именем Тамара. С 1918 году монахиня Тамара стала казначеем и фактически руководила женской общиной в честь Владимирской иконы Божией Матери в Чебоксарах. В 1924 году епископ Чебоксарский Афанасий (Малинин) объявил Владимирскую монашескую общину самостоятельным монастырём, а монахиня Тамара была назначена настоятельницей и возведена в сан игумении.
В 1926 году монастырь был закрыт властями, но продолжал существовать как Владимирская религиозная община, окончательно закрытая в 1930 году. После ликвидации общины мать Тамара поселилась у своей бывшей помощницы по управлению монастырём в Чебоксарах. В это время она познакомилась с бывшим священником Худовым, который позже дал ложные показания об антисоветских высказываниях игумении Тамары. 25 июня 1941 года сотрудники НКВД провели обыск в доме игумении Тамары, ночью она была арестована и заключена в Чебоксарскую тюрьму. 31 июля 1941 года была признана виновной по 58-й статье Уголовного кодекса в «антисоветской агитации» и приговорена к десяти годам лишения свободы. Наказание отбывала в исправительно-трудовом лагере № 1 Наркомата юстиции вблизи города Алатырь, в Чувашии. 1 мая 1942 года, в соответствии с данными акта о смерти, игумения Тамара скончалась от порока сердца и была погребена в безвестной могиле на кладбище лагеря.

## Канонизация
12 октября 2007 года на заседании Священного синода РПЦ игумения Тамара (Сатси) была причислена к лику святых новомучеников и исповедников Российских. Был установлен день её памяти — 18 апреля (1 мая).